# Табуни
Табуни́ (рос. Табуны) — село, центр Табунського району Алтайського краю, Росія. Адміністративний центр Табунської сільської ради.

## Населення
Населення — 3876 осіб (2010; 3981 у 2002).
Національний склад (станом на 2002 рік):
- росіяни — 70 %